# Сеульский поезд
«Поезд в Сеуле» (англ. Seoul Train) — документальный фильм 2004 года, в котором рассказывается об опасных путешествиях северокорейских перебежчиков, бегущих через Китай или в Китай. Эти путешествия одновременно опасны и смелы, так как в случае поимки им грозит принудительная репатриация, пытки и возможная казнь.
«Поезд в Сеуле» транслировался по телевидению по всему миру, в том числе в сериале PBS «Независимый объектив». В январе 2007 года Seoul Train был награждён Серебряной палочкой Колумбийского университета имени Альфреда Дюпона за выдающиеся достижения в тележурналистике. В апреле 2007 года «Сеульский поезд» занял второе место в Национальной премии в области журналистики.
Фильм был спродюсирован, срежиссирован и снят Джимом Баттервортом, технологическим предпринимателем из Колорадо в США, и Лизой Слит из Incite Productions. Он был срежиссирован и смонтирован Аароном Любарски, режиссёром-документалистом из Нью-Йорка.

## Награды
- 2007 Альфред И. Дюпон — Премия Колумбийского университета — Серебряная палочка за выдающиеся достижения в телерадиожурналистике (вещательный эквивалент Пулитцеровской премии).[2]
- 2007 National Journalism Awards — второе место, премия Джека Р. Говарда за выдающиеся достижения в области электронных СМИ/телевизионного кабельного телевидения.[1]
- 2006 INPUT: Международная конференция по показу общественного телевидения (Тайбэй, Тайвань)
- 2005 ONE WORLD — Приштинский кинофестиваль (Приштина, Косово) — Победитель, приз жюри за лучший фильм.
- 2005 Libertas — Dubrovnik Film Festival (Дубровник. Хорватия)
- Обладатель приза зрительских симпатий за лучший фильм.
- Приз жюри за лучший документальный фильм.
- 2005 Crested Butte Reel Fest (Крестед Бьютт, Колорадо)
- Обладатель приза зрительских симпатий за лучший фильм.
- Обладатель серебряной награды (жюри) за лучший документальный фильм.
- 2005 Бруклинский международный кинофестиваль (Бруклин, Нью-Йорк) — победитель, премия «Независимый дух» (жюри).
- 2005 Кинофестиваль в Джексон-Хоуле (Джексон-Хоул, Вайоминг) — Победитель в номинации «Лучший фильм о мире» (жюри).
- 2005 Artivist Film Festival (Лос-Анджелес, Калифорния) — Победитель, приз жюри за лучший документальный фильм о правах человека
- 2005 Техасский кинофестиваль — победитель, приз зрительских симпатий за лучший документальный фильм.
- 2005 Международный кинофестиваль в Милане (Милан, Италия) — Победитель, приз жюри за лучший монтаж.
- 2005 Фестиваль документального кино «Большое небо» — финалист, приз жюри за лучший короткометражный документальный фильм
- 2005 Международный кинофестиваль в Боулдере (Боулдер, Колорадо) — Победитель, приз жюри за лучший документальный фильм.
- 2004 Международный кинофестиваль в Форт-Лодердейле (Форт-Лодердейл, Флорида) — победитель, приз жюри за лучший документальный фильм.